# Rineloricaria hasemani
Rineloricaria hasemani is een straalvinnige vissensoort uit de familie van de harnasmeervallen (Loricariidae). De wetenschappelijke naam van de soort is voor het eerst geldig gepubliceerd in 1979 door Isbrücker & Nijssen.